# Grönländische Fußballauswahl
Die grönländische Fußballauswahl (grönländisch Kalaallit Nunaata assammik arsartartui, dänisch Grønlands fodboldlandshold) ist die vom KAK aufgestellte Fußballnationalmannschaft von Grönland. Der Verband ist weder Mitglied der FIFA noch eines Kontinentalverbands.

## Geschichte

### Frühe Jahre
Grönland verfügt seit 1971 mit dem Kalaallit Arsaattartut Kattuffiat (KAK) über einen eigenen Fußballverband. Das Land bildete erstmals 1977 eine landesweite Mannschaft, die unter dem Dänen Niels Møller vier Partien gegen unterklassige dänische Vereine absolvierte, von denen zwei gewonnen und zwei verloren wurden. Das erste Mal gegen eine Landesauswahl spielte Grönland 1980. Unter Uvdlo Jakobsen gingen zwei Spiele gegen die Färöer und Island verloren.
1989 nahm die Mannschaft erstmals an einem Turnier teil. Bei den Island Games 1989 konnte die Mannschaft erstmals einen Sieg einfahren. Gegen Shetland gewann man zum Auftakt 4:1. Die restlichen Spiele des Turniers gingen jedoch verloren und so endete Grönland auf Platz vier unter fünf Teilnehmern. Zwei Jahre später verlor Grönland alle Spiele und wurde letzter unter acht Teilnehmern. Erfolgreicher war die Mannschaft 1993, als sie Platz vier erreichte. Bei den Island Games 1995 wurde Grönland Gruppensieger, verlor dann aber sowohl Halbfinale als auch Spiel um Platz 3. 1997 wurde Grönland Letzte von neun Mannschaften. 1999 nahmen sogar vierzehn Mannschaften teil. Grönland schlug sich gut und wurde Gruppenzweiter seiner Gruppe, verlor dann aber das Halbfinale der Gruppenzweiten und dann auch das Spiel um Platz 7.

### Internationale Aufmerksamkeit

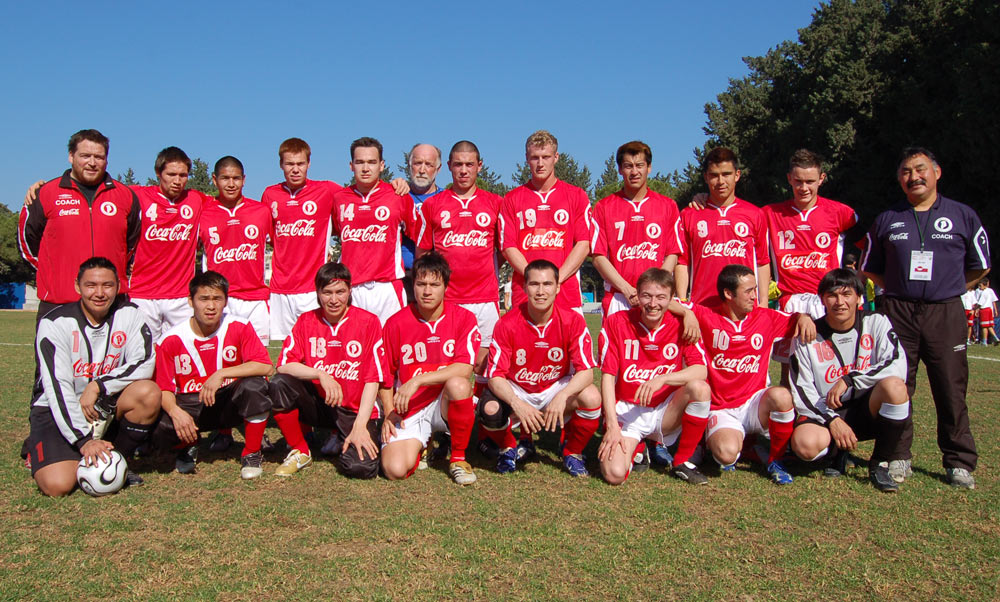
Die grönländische Fußballnationalmannschaft in Nordzypern (2006)

Für Aufsehen sorgte man im Sommer 2001, als im Kopenhagener Vorort Vanløse eine grönländische Auswahl unter Trainer Sepp Piontek gegen eine Vertretung Tibets spielte. Trotz großer Proteste seitens der chinesischen Regierung in Peking gegen jegliche Bemühungen, Tibets Autonomiestatus zu unterstreichen, fand das Spiel statt. 5.011 Zuschauer sahen die Partie, die Grönland mit 4:1 gewann. Piontek konnte bei diesem Spiel kurioserweise nur auf zwei seiner bewährten Nationalspieler zurückgreifen – wegen eines Transportstreikes in Grönland konnten die übrigen Spieler nicht nach Dänemark reisen. So mussten kurzerhand grönländische Studenten, die Piontek nie spielen gesehen hatte, aushelfen.
Bei den Island Games 2001 wurde Grönland Gruppenletzter, setzte sich dann aber noch gegen die anderen Gruppenletzten durch und wurde Neunter. Zwei Jahre später war Grönland in einer Gruppe mit dem bei allen Gegnern hoffnungslos unterlegenen Sark. Mit einem 16:0 erzielte Grönland den höchsten Sieg seiner Nationalmannschaftsgeschichte, für Sark war es nach einem 0:19 und einem 0:20 noch das beste Spiel der Vorrunde. Am Ende erreichte Grönland einen durchwachsenen zehnten Platz. Zwei Jahre später wurde Grönland achte von zehn Mannschaften.
2006 nahmen die Grönländer am FIFI Wild Cup in Hamburg teil, welches im Stadion des FC St. Pauli, dem Stadion am Millerntor, ausgetragen wurde. Grönland schied dabei gemeinsam mit Tibet in der Vorrunde aus. Im selben Jahr nahm die Mannschaft am ELF Cup teil, das ähnlich wie der FIFI Wild Cup konzipiert war. Bei diesem schied Grönland ebenfalls in der Vorrunde aus. Bei den Island Games 2007 nahm Grönland stattdessen nicht teil.
Nach fast drei Jahren Pause ohne Spiel nahm Grönland erst bei den Island Games 2009 wieder teil. Die Mannschaft schloss sich ihren vorherigen Ergebnissen an und wurde zwölfter von sechzehn. Ähnlich war es 2011, wo man elfter wurde.

### Neuere Geschichte
2013 wurde der gebürtige Eritreer Tekle Ghebrelul Trainer der Nationalmannschaft. Bei den Island Games 2013 nahmen nur vier Mannschaften teil und Grönland konnte Platz zwei erreichen. Zwei Jahre später verfehlte Grönland nur knapp den Gruppensieg und schloss das Turnier auf Platz fünf ab. 2017 erzielte die Mannschaft ihr bestes Ergebnis. Nach dem Gruppensieg gewann Grönland auch das Halbfinale und gewann nach einer 0:6-Niederlage im Finale die Silbermedaille. Trotz der Erfolge wurde Ghebrelul 2017 aus umstrittenen Hintergründen entlassen. Der zum Opfer von Rassismus gewordene Trainer sollte offiziell so aus der Schusslinie gebracht werden.
Bei den Island Games 2019 wurde kein Fußballwettbewerb ausgetragen.  Für die Teilnahme an den Island Games 2021 wurde 2020 Morten Rutkjær als neuer Trainer verpflichtet, der Wettbewerb wurde wegen der Coronapandemie jedoch abgesagt. Nach 2017 trug Grönland daher mehr als fünf Jahre lang kein Länderspiel aus. In dieser Zeit konzentrierte man sich auf Futsal. Bei den Island Games 2023 belegt Grönland unter 16 Teilnehmern den achten Platz.

## Mitgliedschaften
Grönland wurde 2003 Mitglied des N.F.-Boards. Dennoch nahm Grönland nie an dessen Viva World Cup teil. Auch beim Nachfolgeverbund CONIFA ist Grönland Mitglied, nahm aber nicht einmal an einer Meisterschaft teil.
Grönland bemüht sich als autonomer Bestandteil des Königreichs Dänemark schon seit längerer Zeit, Mitglied sowohl in der FIFA als auch in der UEFA oder CONCACAF zu werden. Bisher verweigert jedoch der Weltverband die Mitgliedschaft. Als Begründung wurde zunächst ein fehlender Naturrasenplatz genannt. Seit 2006 dürfen internationale Wettbewerbsspiele auch auf Kunstrasen ausgetragen werden. Seit September 2010 verfügt Grönland über einen solchen Platz in Qaqortoq. Im September 2010 legte FIFA-Präsident Blatter das Argument nach, Voraussetzung für die Aufnahme sei die Existenz eines souveränen Staates und dessen Anerkennung durch die UNO. Zudem können Verbände von Gebieten, die nicht unabhängig sind, nur dann Mitglied werden, wenn der Verband des Staates, zu dem das Gebiet gehört, dem zustimmt (vgl. Art. 10 Nr. 6 der FIFA-Statuten), wie es auch bei den Färöern der Fall war. 2022 wurde erneut erwogen, die Mitgliedschaft in der CONCACAF zu beantragen, wofür es jedoch unter anderem eines überdachten Stadions bedarf. Am 13. Mai 2024 bewarb sich der Verband um eine Mitgliedschaft in der CONCACAF.

## Bekannte grönländische Fußballspieler
Grönländische Spieler sind üblicherweise Amateure. Nur wenige Grönländer spielten in Profiligen im Ausland. Bekanntester Spieler der Nationalmannschaft ist Mannschaftskapitän Niklas Kreutzmann, der in der 2. dänischen Liga für Aarhus Fremad spielte. Ein weiterer Grönländer im Ausland ist Vitus Kofoed, der auf den Färöern und in der 2. dänischen Liga gespielt hat.

## Teilnahmen an den Island Games
- 1989: Platz 4 von 5
- 1991: Platz 8 von 8
- 1993: Platz 4 von 8
- 1995: Platz 4 von 8
- 1997: Platz 9 von 9
- 1999: Platz 8 von 14
- 2001: Platz 9 von 12
- 2003: Platz 10 von 15
- 2005: Platz 8 von 10
- 2007: nicht teilgenommen
- 2009: Platz 12 von 16
- 2011: Platz 11 von 15
- 2013: Platz 2 von 4
- 2015: Platz 5 von 16
- 2017: Platz 2 von 16
- 2023: Platz 8 von 16

## Trainer
Die Trainer der grönländischen Fußballauswahl sind:
- 1977:–0000  Niels Møller
- 1980:–0000  Uvdlo Jakobsen
- 1983:–0000  Uvdlo Jakobsen,  Elisæus Kreutzmann
- 1984:–0000  Lars Lundblad
- 1989:–0000  Simon Simonsen
- 1991–1995:  Isak Nielsen Kleist
- 1995–1996:  Ulf Abrahamsen
- 1996–1997:  Lars Olsvig
- 1997:–0000  Isak Nielsen Kleist
- 1998–1999:  Isak Nielsen Kleist
- 1999–2002:  Sepp Piontek
- 2003:–0000  Jens Tang Olesen,  Kristian Lyberth
- 2004:–0000  Sepp Piontek
- 2005–2010:  Hans Frederik Olsen,  Jens Tang Olesen
- 2010–2012:  Tønnes Berthelsen,  René Olsen
- 2013–2017:  Tekle Ghebrelul,  René Olsen
- seit 2020:  Morten Rutkjær